# انسحاب (عسكرية)

إنسحاب نابليون بونابرت وجيشه من موسكو بسبب الشتاء في سنة 1812

الانسحاب التكتيكي أو الإجراء الدفاعي التراجعي هو نوع من العمليات العسكرية، ما يعني عادةً تراجع القوات مع إبقاء الاتصال مع العدو. قد يُتخذ الانسحاب باعتباره جزءًا من تراجع عام، أو لتعزيز القوات، أو احتلال أرض يسهل الدفاع عنها، أو إجبار العدو على التقدم لضمان نصر حاسم، أو استدراجه إلى كمين. تعتبر عملية محفوفة بالمخاطر نسبيًا، إذ تتطلب انضباطًا لتفادي تحولها إلى هزيمة غير منظمة أو على أقل تقدير إلحاق أضرار بالغة بالروح المعنوية للجيش.

## انسحاب تكتيكي
قد يكون الانسحاب مرتقبًا، كأن تكون قوة الدفاع مهزومة أو على أرض غير مواتية، ولكن يجب أن تتسبب في أكبر قدر ممكن من الضرر للعدو. في مثل هذه الحالة، قد توظف القوة المتراجعة عددًا من التكتيكات والاستراتيجيات لزيادة عرقلة تقدم العدو. يمكن أن يشمل ذلك زرع الألغام أو أفخاخ متفجرة خلال الانسحاب أو قبله، ما يقود العدو إلى وابل من نيران مدفعية معدة سلفًا، أو استخدام تكتيكات الأرض المحروقة.

## اندحار
في الحرب، يكون الهدف على المدى البعيد هو هزيمة العدو. تتضمن الأساليب التكتيكية الفعالة في هذا الأمر إضعاف معنويات العدو من خلال إلحاق الهزيمة بجيشه وتحويلهم من ساحة المعركة. بمجرد أن تصبح القوة غير منظمة، فإنها تفقد قدرتها على القتال، ويصبح بوسع المنتصرين مطاردة البقية ومحاولة التسبب في أكبر قدر ممكن من الضحايا أو أخذ أكبر عدد ممكن من الأسرى.
مع ذلك، يتعين على القائد موازنة الفوائد المترتبة على مطاردة عدو غير منظم مقابل احتمال استجماع العدو قواه وترك القوة المطارِدة عرضة للخطر، مع تعرض خطوط الاتصال الأطول لهجوم مضاد. تكون النتيجة قيمة التراجع المختلق.

## تراجع مختلق
يعد تصرف اختلاق أو ادعاء الانسحاب أو الانهزام لجر العدو بعيدًا عن موقع مدافَع عنه أو إلى كمين معد؛ تكتيكًا قديمًا، واستُخدم على مدى تاريخ الحرب.
توجد ثلاثة أمثلة شهيرة
- استخدم ويليام الفاتح التراجع المختلق خلال موقعة هاستنجز لاستدراج قسم كبير من مشاة هارولد من دفاعتهم المجدية على أرض أعلى، إلى مرحلة القضاء عليهم بهجوم من سلاح الفرسان النورماني بقيادة ويليام.[1]
- اشتهر مغول العصور الوسطى، من بين أمور أخرى، باستخدامهم المكثف للتراجع المختلق خلال غزواتهم، إذ جعل سلاح الفرسان السريع والخفيف نجاح مطاردة العدو لهم أمرًا شبه مستحيل. في خضم المعركة واضطرابها، كان جيش المغول يتظاهر بالهزيمة والإجهاد والاضطراب، فيتراجع فجأة عن ساحة المعركة. بالتالي، كانت قوات الخصم تطارد المغول؛ ظنًا منها أنها دحرتهم. كان سلاح الفرسان المغولي أثناء تراجعه يطلق النار على المطاردين، ما يثبط عزيمتهم. عند توقف القوات المطاردة عن ملاحقة الفرسان المغول (الأسرع كثيرًا)، كان سلاح الفرسان يستدير بعد ذلك ويهجم على المطاردين، محققًا النجاح بشكل عام. استُخدم هذا جزئيًا كتكتيك هزيمة مجزأة أو فرق تسد للسماح للمغول بهزيمة الجيوش الأكبر حجمًا من خلال تقسيمهم إلى مجموعات أصغر.[2]
- في وقت مبكر من معركة القصرين في عام 1943، تبِعت دبابات الفرقة المدرعة الأمريكية الأولى ما بدا وكأنه تراجع متعجل من قبل عناصر فرقة بانزر الحادية والعشرين. قابلت القوات الأمريكية المتقدمة بعد ذلك شاشة من المدافع الألمانية المضادة للدبابات التي أطلقت النار، فدمرت تقريبًا جميع الدبابات الأمريكية. استذكر مراقب المدفعية الأمامية الأمريكية الذي قطعت نيران المدفعية جهاز الإرسال خاصته وخطوطه الأرضية، قائلًا

كانت جريمة قتل عن سبق إصرار وترصد. تدحرجوا مباشرة إلى فوهات فلاك 88 (مدفعيات 88 ملم) المخفية، وكل ما استطعت فعله هو الوقوف جانبًا ومشاهدة انفجار دبابة تلو الأخرى إلى أشلاء أو اندلاع النار فيها أو توقفت فحسب، وحُطمت. حاول هؤلاء في الخلف العودة ولكن بدت مدفعيات 88 في كل مكان.

## انسحاب من منطقة محتلة
يعد انسحاب الاحتلال العسكري أمرًا متوقعًا، وبالتالي تكتيكيًا، ولكنه قد يخضع لمتغيرات سياسية أكثر منها تنفيذية. قد لا ينطوي الغرض من «انسحاب القوات» من الأراضي المحتلة على التعامل مع عدو، ويمكن أن يتم خلال فترة من وقف إطلاق النار أو السلام النسبي كما هو الحال في حالة فلسطين.